# 花神廟駅
花神廟駅（かしんびょうえき）は中華人民共和国江蘇省南京市雨花台区にある、南京地下鉄1号線の駅である。

## 駅構造
- 島式ホーム1面2線を有する地下駅。

| 1号線ホーム | ←1号線 邁皋橋方面       |
| 1号線ホーム | 島式ホーム              |
| 1号線ホーム | 1号線 中国薬科大学方面→ |

## 駅周辺
- 花神廟

## 隣の駅
南京地下鉄
■1号線
軟件大道駅 - 花神廟駅 - 南京南駅